# Thomas Chittenden
Thomas Chittenden (6 tháng 1 năm 1730 - 25 tháng 8 năm 1797) là một chính khách và là Thống đốc đầu tiên và thứ ba của Cộng hòa Vermont (L1: 1778 - 1789), (L2: 1790 - 1791) và cũng từng là Thống đốc đầu tiên của Vermont từ tháng 10 năm 1790 cho đến khi ông qua đời vào năm 1797, ngày 25 tháng 8.

## Tiểu sử
Chittenden sinh ra ở East Guilford thuộc thuộc địa của Connecticut vào ngày 6 tháng 1 năm 1730. Ông kết hôn với Elizabeth Meigs vào ngày 4 tháng 10 năm 1749 tại Salisbury, Connecticut. Hai vợ chồng có bốn con trai và sáu con gái trong khi họ đang sống ở Connecticut. Tất cả các trẻ em sống sót đến tuổi trưởng thành. Ông là công lý của hoà bình ở Salisbury và là thành viên của Hội thuộc địa từ năm 1765 đến năm 1769. Ông phục vụ trong Trung đoàn 14 của Connecticut từ năm 1767 đến 1773, lên quân hàm Đại tá. Ông là hậu duệ của Thomas Chittenden (1635-1683), người sinh ra ở Cranbrook, Kent, Anh và định cư tại Thuộc địa Connecticut.